# Todos a la cárcel
Todos a la cárcel es una película española de 1993 dirigida por Luis García Berlanga.

## Argumento
Con el fin de cobrar una deuda de la Administración Pública que viene arrastrando desde hace tiempo, un pequeño empresario llamado Artemio Bermejo (José Sazatornil) asiste al Día Internacional del Preso Político que se celebra en el interior de la cárcel Modelo de Valencia. El festejo, organizado por Quintanilla (José Sacristán), un hombre astuto y especialista en organizar este tipo de eventos colectivos y bulliciosos, es un acto más bien político al que acuden las autoridades más representativas de la región, junto a otras personalidades del mundo de la cultura, las finanzas o el poder eclesiástico. Mientras Quintanilla intenta que todo marche sobre ruedas, Artemio aprovecha la ocasión para hablar con el subsecretario de Cultura. Mientras tanto, en el exterior del recinto se fragua la fuga de un mafioso recluso, Paolo Tornicelli (Torrebruno), influyente banquero italiano y jefe de una compleja red internacional de actividades delictivas. El director de la prisión (Agustín González) coordina la operación, asistido por otro banquero, que precisamente se encuentra también en dicho acto. Cada asistente posee unos intereses concretos y unas metas específicas, aunque todos acuden a la celebración aludiendo solidaridad y el deseo de compartir la mesa con aquellos que se encuentran privados de libertad. Tras muchas y complejas vicisitudes, se irán entretejiendo una serie de intervenciones y sucesos que desencadenarán en un peculiar motín, que concluirá con la huida de Tornicelli, el director de la prisión y su joven amante transexual. Las persecuciones, los disparos de la policía y la retención de algunos invitados por parte de los presos precipitan el final de la historia.

## Reparto
- José Sazatornil (Artemio)
- José Sacristán (Quintanilla)
- Agustín González (director prisión)
- Manuel Alexandre (Modesto)
- Rafael Alonso (falangista)
- Inocencio Arias (Casares)
- José Luis Borau (capellán)
- Gaspar Cano (realizador TV)
- Luis Ciges (Ludo)
- Joaquín Climent (ministro)
- Marta Fernández Muro (Matilde)
- Juan Luis Galiardo (Muñagorri)
- Antonio Gamero (Cerrillo)
- Chus Lampreave (Chus)
- Eusebio Lázaro (Alcázar)
- José Luis López Vázquez (padre Rebollo)
- Teresa Lozano (periodista)
- Francisco Maestre (Iñaki)
- Aitor Mazo (Azuara)
- Francisco Merino (secretario)
- Germán Montaner (Rogelio)
- Guillermo Montesinos (Pajarito)
- Pilar Ortega (Pilar Barrachina)
- Mónica Randall (Sonsoles)
- Miguel Rellán (Perales)
- Antonio Resines (Mariano)
- José María Sacristán (funcionario 1º)
- José Sancho (inspector)
- Amparo Soler Leal (Elvira)
- Jaume Sisa, acreditado como Ricardo Solfa (pastor León)
- José María Tasso (pinche 1º)
- Torrebruno (Tornicelli)
- Fernando Vivanco (De la Fuente)
- José Quilis (Landero)
- Víctor de la Rosa (Jaramillo)
- David Delfín (Vanessa)
- Candela Montesinos (Deborah)
- Santiago Segura (ecologista)

## Producción
Estrenada el 22 de diciembre de 1993, la película contiene una de las primeras apariciones como actor de Santiago Segura en el papel de Ecologista.
El diseñador de moda David Delfín, acreditado con su nombre real David Domínguez, aparece interpretando al travesti Vanessa, novia del director de la prisión Agustín González. 
Todos a la cárcel es, en opinión de su director Luis García Berlanga a El País, su película más libertaria y quizá también la más cruel y corrosiva:

"La evolución del tiempo ideológico y político ha logrado la transformación de los disfraces. Los negocios que antes se hacían en las cacerías se hacen ahora en las cárceles, aunque también se podía haber buscado un colegio de señoritas o una academia militar o un mercado".

"Todo el mundo dice que no dejo títere con cabeza, pero he echado mano de la ternura y el humor para hacer una vivisección de esta sociedad en la que me ha tocado vivir y que aborrezco. No es malo que sea más duro o que el dardo sea más ácido o profundo, porque trato, de una manera muy entrañable a mis supuestos enemigos", se defiende Berlanga, que niega que sea la Administración o el Gobierno socialista quien peor parado sale en su filme. "Espero que tengan el mismo sentido del humor al ver la película que el que yo he tenido al realizarla".

## Palmarés cinematográfico
VIII edición de los Premios Goya
| Categoría                     | Candidato                             | Resultado |
| ----------------------------- | ------------------------------------- | --------- |
| Mejor película                | Mejor película                        | Ganadora  |
| Mejor director                | Luis García Berlanga                  | Ganador   |
| Mejor sonido                  | Mejor sonido                          | Ganador   |
| Mejor guion original          | Luis García Berlanga y Jorge Berlanga | Candidato |
| Mejor dirección de producción | Ricardo García Arroyo                 | Candidato |

Medallas del Círculo de Escritores Cinematográficos de 1993
| Categoría      | Candidato            | Resultado |
| -------------- | -------------------- | --------- |
| Mejor director | Luis García Berlanga | Ganador   |
| Mejor actor    | José Sazatornil      | Ganador   |